# فولفغانغ بومر
فولفغانغ بومر (بالألمانية: Wolfgang Böhmer) (مواليد 27 يناير 1936 في دورهينيرسدورف، ساكسونيا)، سياسي ألماني ينتمي إلى الاتحاد الديمقراطي المسيحي (CDU)، كان الرئيس الخامس لحكومة ساكسونيا أنهالت في الفترة من 16 مايو 2002 إلى 19 أبريل 2011. كما شغل منصب رئيس البوندسرات بين عامي 2002/03. قبل أن يمتهن السياسة عمل كطبيب.

## روابط خارجية
- فولفغانغ بومر على موقع مونزينجر (الألمانية)